# Wojciech Rypel
Wojciech Rypel (ur. 3 kwietnia 1835 w Rabie Niżnej, zm. 9 lutego 1921 w Rabie Niżne) − polski nauczyciel, profesor Gimnazjum św. Anny w Krakowie.

## Życiorys
Wojciech Rypel urodził się 3 kwietnia 1835 roku w Rabie Niżnej w chłopskiej rodzinie. Dzięki swojej wytrwałości ukończył studia na Uniwersytecie Jagiellońskim i w 1857 r. rozpoczął prace w Gimnazjum św. Anny w Krakowie jako nauczyciel języka łacińskiego i greckiego. W 1870 roku został mianowany profesorem Gimnazjum św. Anny.
Uczniowie nazywali profesora ,,Wojtek Rypała'' bo był znany z surowości, tępił ściąganie, łatwiznę, szanował wiedzę którą zdobył swoją ciężką pracą na UJ.Kazimierz Lewandowski jeden z uczniów Rypla który profesora wspominał tak ,,Rypel był jak Ugolino pożerający własne dzieci i jak Herostrates szukający sławy w zniszczeniu''. Stanisławowi Wyspiańskiemu lekcje z prof. Ryplem przypominały ,,pogaduszki z nieodżałowanym Mardułą''.Wojciech Rypel podczas lekcji często używał gwary góralskiej która dla krakowiaków była egzotyczna. Rypel choć był surowym, srogim i wymagającym nauczycielem przed którym uczniowie drżeli to mieli oni do profesora wielki szacunek ,,Był surowym belfrem, był belfrem, który jednak umiał nauczyć''.
Wojciech Rypel po przejściu na emeryturę w 1893 po 36 latach nauczania osiedlił się na stałe w rodzinnej miejscowości Raba Niżna. Pod koniec życia profesora w Rabie przystąpiono do budowy szkoły podstawowej na którą rząd przeznaczył pokaźną lecz nie wystarczającą sumę pieniędzy, resztę kwoty musieli pokryć chłopi dla których ten wydatek był ponad ich możliwości. Wojciech Rypel pomógł i przeznaczył całe swoje oszczędności na budowę i stał się przez to głównym fundatorem budowy szkoły. Na jego cześć nazwano szkołę jego imieniem. Co roku w szkole podstawowej w Rabie Niżnej w imieniny Wojciecha wspomina się zasługi patrona.
Wojciech Rypel zmarł 9 lutego 1921 roku w wieku 85 lat, został pochowany na cmentarzu Parafialnym w Olszówce. Uczniowie Rypla by upamiętnić i oddać hołd profesorowi przywieźli z Krakowa kamienną płytę którą postawili w miejscu pochówku profesora.

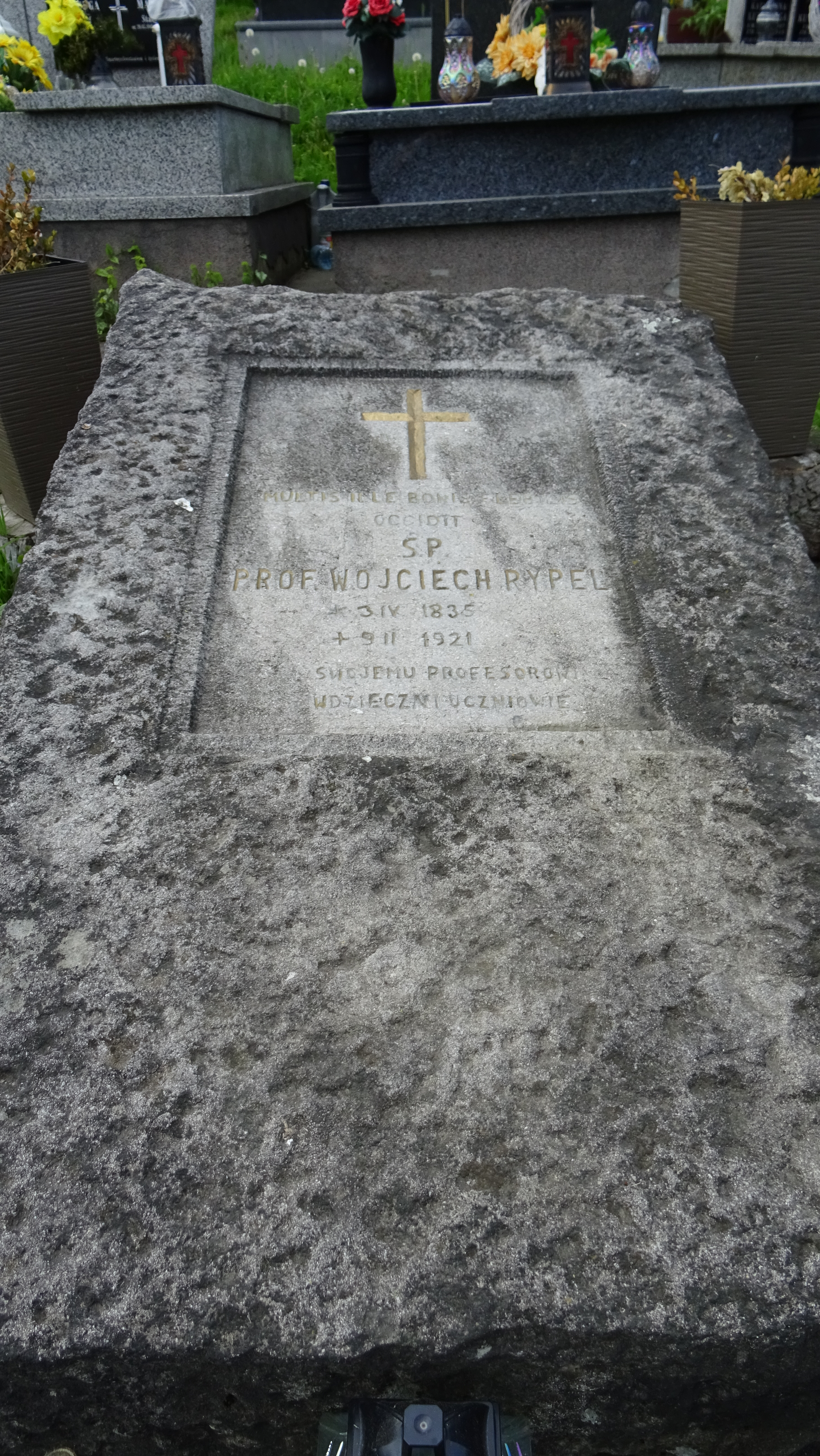
Nagrobek prof. Wojciecha Rypla na cmentarzu parafialnym w Olszówce

Napis na nagrobku Wojciecha Rypla w Olszówce.